# Nama origanifolia
Nama origanifolia là loài thực vật có hoa trong họ Mồ hôi. Loài này được Kunth mô tả khoa học đầu tiên năm 1818.